# Cybalomia gyoti
Cybalomia gyoti là một loài bướm đêm trong họ Crambidae.